# IAME Justicialista
La IAME Justicialista est une gamme de voitures comprenant plusieurs modèles fabriqués en Argentine entre 1953 et 1955, par le constructeur et société d'État IAME - Industrias Aeronáuticas y Mecánicas del Estado (Industries de l'aéronautique et de la mécanique de l'État), sous le deuxième gouvernement du président Juan Domingo Perón.

## Histoire
Alors que l'Argentine ne comptait aucun constructeur automobile national, en 1953, Juan Ignacio San Martín, directeur de IAME, propose au Président Perón d'installer une usine pour fabriquer des automobiles. IAME, société métallurgique et de construction mécanique d'État produisait aussi des avions.
Afin de raccourcir les délais de développement, une petite voiture DKW a été importée et adaptée. À l’origine, le premier modèle adopta un moteur fabriqué par IAME M700 deux temps à deux cylindres d'une puissance de 23 ch DIN, insuffisante pour mouvoir la berline pesant 850 kg. L'ingénieur Raúl Magallanes a proposé un moteur M800, toujours à deux temps mais avec quatre cylindres en "U", solution déjà utilisée par le constructeur autrichien Puch pour ses moteurs de 125 et 250 cm3.
Pour la carrosserie, l'inspiration est venue de la "Chevrolet 51" et les concepteurs aéronautiques de l'IAME lui ont apporté leur touche particulière.
Pour les voitures de sport baptisées Gran Sport, la nouvelle technologie du plastique renforcé, le polyester avec fibres de verre a été utilisée afin de réduire le poids. Après la réalisation de plusieurs prototypes, une version 2 + 2 avec toit rigide a été retenue. Seulement 154 exemplaires avec le moteur 2 cylindres ont été produits plus 25 avec le moteur 4 cylindres avant la fermeture obligatoire imposée par le coup d'Etat de 1955 baptisé Révolution libératrice par les généraux argentins Eduardo Lonardi et Pedro Eugenio Aramburu, les deux dictateurs successifs de la "Révolution libératrice". 167 exemplaires ont été produits dans les variantes coupé et cabriolet, dotées d'un moteur Porsche 4 cylindres de 1 488 cm3 développant 55 ch DIN à 4 400 tr/min, entre 1952 et 1955
Le président Perón a présenté au président Anastasio Somoza García du Nicaragua, un modèle présentant ce type de carrosserie, qui a été l'unique exemplaire de Justicialista exporté.

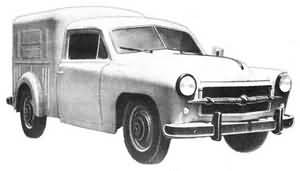
IAME Justicialista fourgonnette

En même temps que la berline 2 portes, la gamme Justicialista comprenait une version Pick-up lancée en 1952 et fourgonnette en 1953. Ces modèles étaient équipés du moteur IAME M800 de 690 cm3 jusqu'en 1955 puis, du moteur Wartburg de 901 cm3 ensuite. 2 660 exemplaires du pick-up ont été produits jusqu'en 1957 et 726 fourgonnettes jusqu'en 1956

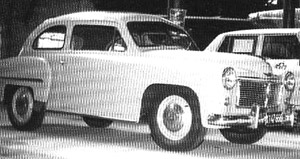
IAME Justicialista Graciela

À partir de 1956, la situation politique du pays s'étant stabilisée, IAME a pu lancer un nouveau modèle baptisé Graciela Wartburg. Cette voiture était en fait une Justicialista avec une face avant remodelée équipée d'un moteur Wartburg 2 temps mais 3 cylindres de 901 cm3 développant 37 ch DIN à 4 000 tr/min. 2 280 exemplaires de ce modèle ont été produits entre 1956 et 1961.

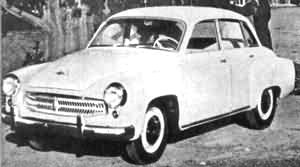
IAME Justicialista Wartburg W

En 1962, apparaît la Wartburg W, fabriquée sous licence du constructeur d'Allemagne de l'Est, chose suffisamment étrange pour être soulignée, un constructeur nationalisé argentin dépendant d'un gouvernement militaire de droite obtenant une licence automobile d'un constructeur nationalisé d'un État communiste ! Équipé du moteur Wartburg 2 temps de 901 cm3, ce modèle sera produit à 646 exemplaires jusqu'en 1964.

## Prototypes et exemplaires uniques
Peu après la création de l'IAME (le 28 mars 1953), cette usine d'État argentine commença à fabriquer des carrosseries pour automobiles en fibre de verre. Dans ce domaine, IAME s'est avéré être un pionnier, précédé dans le monde seulement par General Motors. La volonté d'utiliser ce type de matériau était basée sur la réduction de poids et l'absence de corrosion. Les matériaux utilisés étaient entièrement d'origine nationale.
La carrosserie des voitures de sport a été choisie comme prototype pour le développement de cette technique plus performants. Plusieurs prototypes de présérie ont été réalisés afin de mener à bien des tests et des essais jusqu’à atteindre la solution finale.

### Judicialista Gran Sport
Le premier, achevé début 1953, a été présenté au général Perón, puis au public le 7 avril 1953, l'Institec Judicialista Gran Sport, aussi appelée Institec Super Sport.
L'Insitec Gran Sport était un roadster biplace, aérodynamique, avec la particularité d'avoir une seule porte à droite. Equipé d'un moteur Porsche de 1 488 cm3, boxer 4 cylindres refroidi par air et équipé d'une suspension Porsche et traction avant. Les dimensions étaient : longueur 4 150 mm, largeur 1 570 mm, les voies AV et AR 1 250 mm, l'empattement 2 400 mm et son poids 750/800 kg. Un seul exemplaire a été produit en 1953,.

### Judicialista Sport Special
Un second prototype de la série Judicialista a été présenté en octobre 1953 au Général Perón, le Justicialista Sport Special.
Reprenant la base du Gran Sport, la Sport Special était une voiture de sport sans portes latérales mais avec des découpes sur les flancs pour permettre l'accéder à l'intérieur, comprenant deux places. Des changements substantiels avaient été apportés au premier prototype avec une coupe différente de l'arrière, inspirée des Ferrari. Le moteur Porsche de 1 488 cm3 développant 72 ch avait été maintenu.
Les dimensions étaient un peu différentes : empattement 2 190 mm, voies AV et AR 1 210 mm, hauteur à la base du pare-brise 850 mm, volume du réservoir de 136 litres afin de garantir une bonne autonomie.
Après avoir été soumise à des tests d'endurance et de performance, la voiture était mûre pour lancer sa fabrication en petite série mais un seul exemplaire a été produit en 1953.

### Justicialista Gran Sport V8 Gran Turismo
L'ingénieur Ambrosio Luis Taravella a présenté, en début d'année 1953, aux autorités de l'IAME le projet d'un moteur expérimental innovant et modulaire, 4 cylindres V8 refroidi par air, présentant des caractéristiques similaires aux Tatra tchécoslovaques. L’idée était d’utiliser le moteur développé entièrement en Argentine pour plusieurs utilisations : aéronautique, automobile, agricole et industrielle. Le principe de construction d'un bloc modulaire permettrait de réaliser des versions à 2, 4, 6 et 8 cylindres, couvrant un large éventail de possibilités de cylindrées et de puissances.
Le projet a été immédiatement approuvé à la condition que toutes les composantes soient d'origine nationale. Dès le mois de mai 1953, l’équipe de concepteurs avait terminé tous les plans et les avaient transmis à l’usine de moteurs et le département expérimental (Institec) avec ordre de fabriquer deux moteurs V8 pour les soumettre aux essais. Il a été décidé de construire 2 blocs de 4 cylindres à assemblés à 90° pour obtenir un meilleur refroidissement et une meilleure lubrification. Au total, 4 moteurs ont été fabriqués.
Les cylindres avaient un alésage de 75 mm et une course de 80 mm ce qui lui donnait une cylindrée de 2 987 cm3. Le taux de compression était de 7,0: 1 avec 4 carburateurs à double corps Solex 30, développant 116 ch à 4 300 tr/min et un couple maximal de 206 N m à 2 600 tr/min. La vitesse maximale estimée était de 170 km/h. Le 7 avril 1954, le premier essai a démarré au banc d’essai et a duré 50 heures à une vitesse de rotation de 2 000 tr/min. En juin 1954, un moteur a été monté sur un coupé avec carrosserie en fibres de verre et châssis tubulaire en acier pour effectuer le premier essai sur route. Le véhicule a été nommé Institec Gran Sport V8 Coupe Gran Turismo. Les dimensions générales du GT étaient les suivantes : longueur 4 725 mm, hauteur 1 440 mm, empattement 2 650 mm, voies AV 1 440 mm et AR 1 470 mm pour un poids de 1 200 kg.
Le moteur situé à l'avant entrainait le pont arrière. La suspension avant comportait des trapèzes articulés avec amortisseur à ressort. L'arrière était constitué d'un demi-pont De Dion. La conception de la carrosserie avait abouti à des lignes harmonieuses et agréables dans le style des grands designers italiens de l'époque tels que Savonuzzi, Ghia, Boano, etc.
L'Institec V8 GT a été transportée en France équipée du deuxième moteur et exposée au 42e Salon de l'Automobile de Paris en août 1955. En ce qui concerne le sort de cette voiture, il existe deux versions : la première raconte qu'à cause du coup d'Etat de 1955, elle n'a jamais été renvoyée en Argentine et a disparu en France, la seconde affirme qu'elle est bien revenue dans le pays mais qu'elle a été oubliée dans un coin d'une usine avant d'être finalement mise au rebut...
Il est confirmé qu'un seul exemplaire a été produit en 1954.

### Justicialista Gran Sport V8
Une seconde voiture a été équipée d'un moteur V8. Il s’agissait d’un roadster dont la ligne ressemblait beaucoup à la série Convertible Panoramic Sport avec des modifications notamment au niveau du compartiment moteur pour lui permettre de recevoir le moteur 8 cylindres, beaucoup plus volumineux que le Porsche Boxer 4 cylindres qui équipait les véhicules de série. La partie arrière de la voiture avait également été modifiée, semblable au coupé sport Ferrari. Un exemplaire de collection est généralement exposé dans des expositions importantes telles que Autoclásica et Expo Auto Argentino. Seuls deux exemplaires ont été produits, un coupé et un roadster.